# Alter Silvester

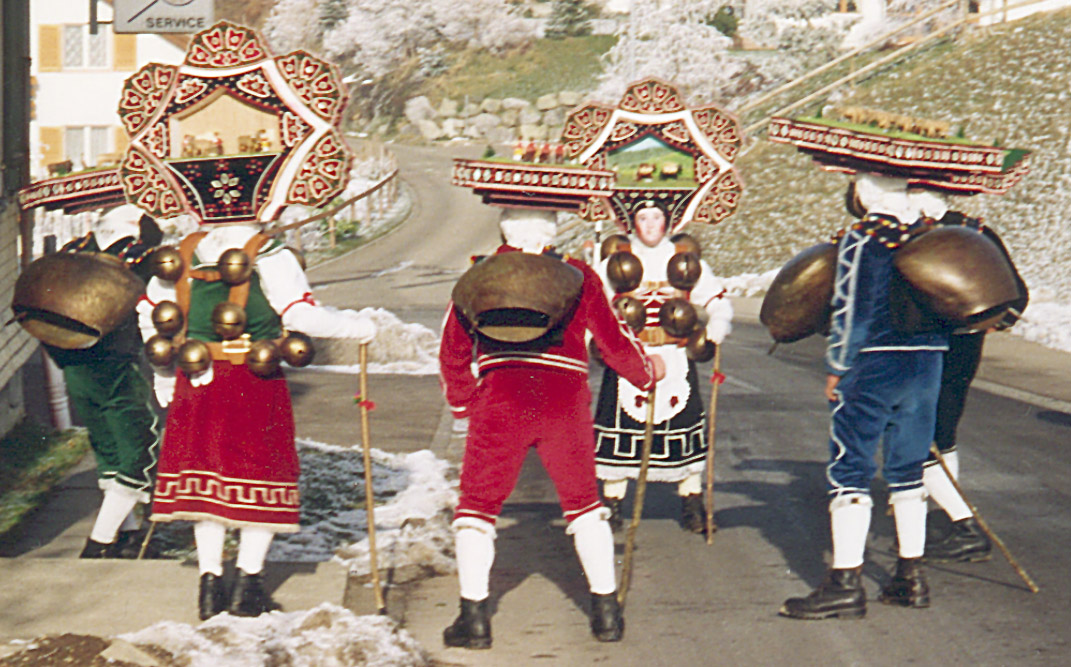
Schöne Silvesterkläuse in Schwellbrunn.

Der Alte Silvester (13. Januar) im Appenzeller Hinterland wird vorwiegend in Urnäsch, Waldstatt, Hundwil und Stein, aber auch in Schwellbrunn und Schönengrund gefeiert. Er ist das letzte Überbleibsel eines selbstbewussten Widerstands gegen die gregorianische Kalenderreform. Im Appenzellerland war die Kalenderreform 1584 respektive 1789 eingeführt worden. Die Silvesterkläuse aber treten noch heute auch am 13. Januar als Protest eines Teils des reformierten Ausserrhoder Volkes auf, das sich nicht von einem Papst befehlen liess, wann es seine Feste zu feiern hätte.
In der zweiten Hälfte des 16. Jahrhunderts hinkte der julianische Kalender, benannt nach Julius Caesar und im Jahre 46 v. Chr. in Kraft getreten, der wirklichen Zeit um zehn Tage nach. Denn gegenüber dem vom tatsächlichen Gang der Himmelsmechanik astronomisch vorgegebenen Sonnenjahr, das 365 Tage, fünf Stunden, 48 Minuten und 46 Sekunden dauert, war sein Jahr etwas mehr als elf Minuten zu lang. Das Problem erkannte man schon am Konzil von Nicäa (325), auch die Konzilien von Konstanz (1414–18) und Basel (1431–48) befassten sich mit der Materie. Reformen schlugen Rabanus Maurus (um 840), Roger Bacon (1263/65) und Nikolaus Kopernikus (1514) vor. Doch erst Papst Gregor XIII. (1572–85) verkündete am 24. Februar 1582 die Reform des fehlerhaften Kalenders.

## Die Kalenderreform
Der Inhalt der Reform bestand in der Auslassung von zehn Tagen. 1582 sollte auf den 4. Oktober der 15. Oktober folgen. Der Rückstand des Kalenders gegenüber der Sonne sollte so endlich aufgeholt werden, und die Tagundnachtgleiche im Frühling, die für die Berechnung des Osterfestes doch so wichtig ist, wurde wieder auf den 21. März zurückgeführt. Um in Zukunft Fehler zu vermeiden, dürfen die Jahre 1700, 1800, 1900, 2100 usw. keine Schaltjahre sein. Jene Jahre, die aber durch 400 (ohne Rest) teilbar sind, sollen weiter Schaltjahre sein. Erst in 3333 Jahren wird im neuen Kalender ein Fehler von einem Tag angewachsen sein.

## Annahme des Kalenders
Nur wenige Länder wie Spanien oder Portugal übernahmen den neuen Kalender tatsächlich am 4. bzw. 15. Oktober 1582. Die meisten katholischen Länder Europas folgten in den nächsten Jahren, während die protestantischen Länder den neuen Kalender, weil vom Papst dekretiert, zunächst noch ablehnten. Die Reform setzte sich bei ihnen wie auch in orthodoxen Gebieten erst spät durch, zuletzt 1924 in Rumänien. Auch in der Schweiz wurde die Kalenderreform zu einem Zankapfel der Konfessionen. In katholischen Gebieten wie Uri, Schwyz, Luzern (inkl. Freiamt), Zug, Freiburg, Solothurn, Appenzell und St. Gallen (Stift und Fürstenland) schrieb man 1584 nach dem 11. Januar den 22. Januar. In Unterwalden ist der Vollzug der Reform (Wechsel vom 2. auf den 13. Mai 1584) nur für Obwalden gesichert. Erst 1812 schlossen sich in der Schweiz mit Sent, Schiers, Grüsch und Avers die letzten reformierten Gemeinden dem neuen Kalender an.

## Reform im Appenzellerland
Etwas kompliziert waren die Verhältnisse im paritätischen Land Appenzell. Am 8. Januar 1584 beschloss in Appenzell der zweifache Landrat die Durchführung wie die katholischen Orte. Allerdings fand man sich nicht überall so schnell mit der neuen Zeitrechnung zurecht. Am ehesten noch im Taufbuch von Appenzell, wo aber am 12. Januar eine Taufe eingetragen wurde. Korrekt wurde jedoch dort der nächste Eintrag am 23. Januar gemacht. Während der Landschreiber im März bereits nach dem neuen Kalender datierte, hielt der Säckelmeister, wie die beiden vorhin erwähnten auch ein Katholik, bei seinen Einträgen in den Landrechnungen noch am alten Brauch fest. Nach P. Rainald Fischer soll sich der neue Kalender in den katholischen inneren Rhoden vom April an durchgesetzt haben, nicht aber in den reformierten äusseren Rhoden. Am heftigsten war dort der Streit in den Gegenden, die ins Rheintal kirchgenössig waren, wo ja noch der alte Kalender galt. Die von Zürich (durch Huldrych Zwingli geprägte Reformation) unterstützten Prädikanten liefen gegen diese Neuerung Sturm, die doch nichts mit dem Glauben zu tun hatte, nur weil sie von einem Papst ausging. Sie wurden deshalb mehrmals vor den Rat zitiert, wie aus einigen Einträgen in den Finanzquellen ersichtlich ist. Die Hauptleute aus den äusseren Rhoden und ein Teil des Volkes fanden sich mit der neuen Zeitrechnung aber leichter ab, bekundeten sie doch reges Interesse, die Feiertage, Kilbenen und Jahrmärkte am gleichen Tag zu beginnen wie die Katholiken. Nach einem Vergleich beruhigten sich die Gemüter, und in den folgenden Jahren hielten sich auch die äusseren Rhoden an die gregorianische Zeitrechnung.

## Endgültige Abschaffung
1589 beschlossen aber die äusseren Rhoden, wieder beim alten Kalender zu verbleiben. Der Beschluss geht auf das Aufkeimen konfessioneller Spannungen nach 1586 zurück, wie der gegenreformatorischen Tätigkeit der Kapuziner und der strengen Auslegung des Kirchhöreprinzips von 1524 in der Kirchhöre Appenzell. Zudem bewirkte der Glaubensvertrag von 1588 eine grosse Verstimmung in den äusseren Rhoden, die in ihrem Gebiet mit gleichen Massnahmen gegenüber den katholischen Minderheiten reagierten. Die Vergrösserung der Differenz der beiden Kalender um elf Tage war in der Schweiz für die Neugläubigen der äussere Anlass für die Reform. Aber auch das Verblassen des Konfessionalismus schuf die Bedingungen zur Vollziehung dieses Schrittes. Man beschloss, das Jahr 1701 mit dem 12. Januar beginnen zu lassen. Fast alle evangelischen Gebiete machten mit. Widerborstig zeigten sich Appenzell Ausserrhoden, die Stadt St. Gallen, Evangelisch-Glarus und Graubünden. Diese Gebiete führten die Reform erst 1724 oder später ein. In Ausserrhoden wurde der julianische Kalender erst am 26. Juni 1798 abgeschafft, durfte aber noch bis Weihnachten gelten.
Weil im julianischen Kalender die Jahre 1800 und 1900 Schaltjahre sind, im Gregorianischen Kalender jedoch nicht, hat sich das Datum des «alten Silvesters» inzwischen um zwei Tage nach vorne verschoben – vom 11. auf den 13. Januar.

## Das alte Neujahr
In einigen orthodoxen Republiken und Gegenden der ehemaligen Sowjetunion (Russland, der ukrainischen Malanka, Belarus, der Republik Moldau, Usbekistan, Georgien, Aserbaidschan, Kasachstan) wird das alte Neujahrsfest am 13. Januar (Alter Silvester) gefeiert. Es ist das eigentliche Datum des zivilen orthodoxen Neujahrs, entsprechend dem 1. Januar des julianischen Kalenders (vgl. das orthodoxe Weihnachtsfest am 7. Januar). Es ist weder ein offizieller religiöser noch gesetzlicher Feiertag, wird aber von vielen als Abschluss der Feiertagssaison im Kreise der Familie gefeiert.
In Serbien wird am 14. Januar das serbische Neujahr (Српска Нова година, Srpska Nova godina) begangen. In Mazedonien feiert man an diesem Tag auch ein altes Neujahrsfest (Стара Нова година, Stara Nova godina), das auch im Montenegro gefeiert wird. In Wales fällt die Hen-Galan-Feier auf diesen Tag.
Im Schottland feiert man das Neujahrfest am 12. Januar. Auch gewisse Berber aus Nordafrika (Marokko und Libyen) feiern dieses Fest am 12. Januar.